# Ritratto di Eugène Boch
Il Ritratto di Eugène Boch è un dipinto a olio su tela (60x45 cm) realizzato nel 1888 dal pittore Vincent van Gogh. È conservato nel Musée d'Orsay di Parigi.
Nata come studio per "Il poeta contro un cielo stellato" l'opera raffigura il pittore belga Eugène Boch, conosciuto da Van Gogh grazie a Dodge MacKnight.

## Descrizione
Il soggetto, dipinto con numerose gamme cromatiche di giallo fa contrasto con il blu dello sfondo, che rievoca un cielo. Le stelle sullo sfondo hanno una funzione evocativa, richiamando ad un'atmosfera trascendentale.
L'opera segnò un'importante fase per il pittore che, dopo aver ormai rinunciato in buona parte alle teorie impressioniste, era giunto a realizzare opere che esprimevano emozioni tanto forti da superare la realtà.